# Balloon World Cup 2021
El Balloon World Cup 2021 fue un evento deportivo organizado por Ibai Llanos y Gerard Piqué, basado en un juego de 'que no caiga' con un globo que se viralizó a través de redes sociales. Tuvo lugar el 14 de octubre de 2021, en el PortAventura Convention Center, en la provincia de Tarragona. El torneo fue retransmitido en el canal de Twitch de Ibai, y culminó con el peruano Francesco de la Cruz batiendo al alemán Spieß en la final.
Después del éxito obtenido aparecieron ediciones como Balloon World Cup Streamers, competiciones nacionales y la siguiente edición Balloon World Cup 2022.

## Antecedentes
Ibai se inspiró para organizar el torneo en un vídeo de los hermanos americanos Antonio, Diego e Isabel Arredondo jugando a un 'que no caiga' con un globo en su casa de Canby, Oregón, el cual Ibai tuiteó añadiendo "quiero comprar los derechos de esto y montar un mundial." Antonio y Diego asistieron al torneo en España para representar a los Estados Unidos, pero Diego fue eliminado pronto después de perder en primera ronda contra el cubano Eric Guzmán González.

## Colaboradores
Llanos contó con varios tertulianos del talk show de deportes español El chiringuito de Jugones como colaboradores del evento, incluyendo el árbitro asistente retirado de La Liga Rafa Guerrero como uno de los árbitros para los partidos del torneo, Alfredo Duro, Jorge D'Alessandro y Ander Cortés como comentaristas.
| Persona            | Función           |
| ------------------ | ----------------- |
| Ibai Llanos        | Comentaristas     |
| Gerard Piqué       | Comentaristas     |
| Alfredo Duro       | Comentaristas     |
| Jorge D'Alessandro | Comentaristas     |
| Ander Cortés       | Comentaristas     |
| Rafa Guerrero      | Árbitros          |
| Franc Tormo        | Árbitros          |
| Nacho Tellado      | Árbitro asistente |
| Cristóbal Soria    | Delegado          |

## Reglas de competición
- Los partidos duran 2 minutos, excepto la final, que dura 5 minutos.
- Los jugadores tienen que tocar el globo con las manos, lanzándolo hacia arriba.
- Los jugadores sólo pueden tocar el globo una vez antes de que lo toque su oponente.
- Un jugador gana un punto cuando su oponente no consigue tocar el globo antes de que toque el suelo.
- El jugador que más puntos haya conseguido cuando se acabe el tiempo gana el partido.
- Si los dos jugadores han empatado cuando se ha acabado el tiempo, comienza una prórroga en la que deben usar la cabeza y los pies en vez de las manos para tocar el globo; el primero que consiga un punto gana el partido.

## Formato
Pese a que en un primer momento se anunció que la competición contaría con 24 participantes con una fase de grupos que haría que cada participante jugara un mínimo de dos partidos, cambiando esta idea cuando el número de participantes se aumentó a 32, optando entonces por sistema de eliminación directa. Todos los partidos se jugaron dentro de una jaula de cristal que contenía un número de objetos de decoración haciendo de obstáculo, simulando el ambiente de una casa, donde normalmente se juega este 'que no caiga'.

## Lista de participantes
Todos los participantes se anunciaron como representantes de su país.

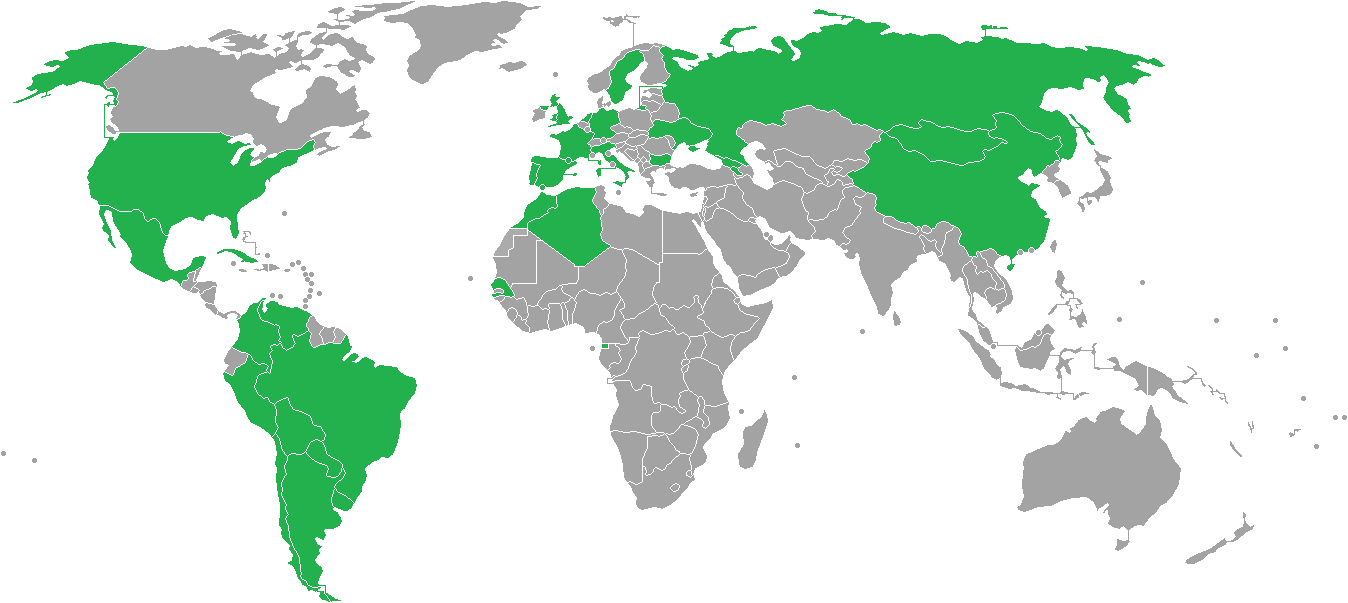
Países participantes

| Participante          | País              |
| --------------------- | ----------------- |
| Walid Seddiki         | Argelia           |
| Ramon Cierco          | Andorra           |
| Elián Barrado         | Argentina         |
| Gor Khechoyan         | Armenia           |
| Israel Quispe         | Bolivia           |
| Diego Mendez          | Brasil            |
| Tsetevan Mladenov     | Bulgaria          |
| Felipe Pávez          | Chile             |
| Funtxi Ursua Zhang    | China             |
| Taric                 | Colombia          |
| Eric Guzmán González  | Cuba              |
| Matías Boho           | Guinea Ecuatorial |
| Pol Jorquera          | Francia           |
| Tamaz Tsagareishvili  | Georgia           |
| Jan Spieß             | Alemania          |
| Gerónimo Benavides    | Italia            |
| Luis "Pollo" Forzan   | México            |
| Gerelt-Od Tserennorov | Mongolia          |
| Yahya El Hajouji      | Marruecos         |
| Javi Damas            | Países Bajos      |
| Raúl Eduardo Giménez  | Paraguay          |
| Francesco De la Cruz  | Perú              |
| Ricardo Ferreira      | Portugal          |
| Yana Rudenko          | Rusia             |
| Pape Ndour            | Senegal           |
| Jan Franquesa         | España            |
| Nicklas Hallback      | Suecia            |
| Andrii Mostavchuk     | Ucrania           |
| Moisés Duckrell       | Reino Unido       |
| Diego Arredondo       | Estados Unidos    |
| Isaac "Suko" Leal     | Uruguay           |
| Raúl David Carrero    | Venezuela         |

### Participantes reemplazados
| Nombre         | País   | Razón para sustitución                    | Sustituto      |
| -------------- | ------ | ----------------------------------------- | -------------- |
| Marco Fiorillo | Italia | Dio positivo en Covid-19 antes del evento | Momo Benavides |

## Tabla del torneo
|  | Dieciseisavos de final       | Dieciseisavos de final       |                              |   | Octavos de final             | Octavos de final             |                              |                              | Cuartos de final | Cuartos de final |  |  | Semifinales | Semifinales |  |  | Final | Final |
|  |                              |                              |                              |   |                              |                              |                              |                              |                  |                  |  |  |             |             |  |  |       |       |
|  | 14 de octubre − PortAventura |                              |                              |   |                              |                              |                              |                              |                  |                  |  |  |             |             |  |  |       |       |
|  |                              |                              |                              |   |                              |                              |                              |                              |                  |                  |  |  |             |             |  |  |       |       |
|  | Francesco De la Cruz         | 6                            |                              |   |                              |                              |                              |                              |                  |                  |  |  |             |             |  |  |       |       |
|  | Francesco De la Cruz         | 6                            | 14 de octubre − PortAventura |   |                              |                              |                              |                              |                  |                  |  |  |             |             |  |  |       |       |
|  | Tsetevan Mladenov            | 4                            |                              |   |                              |                              |                              |                              |                  |                  |  |  |             |             |  |  |       |       |
|  | Tsetevan Mladenov            | 4                            | Francesco De la Cruz         | 3 |                              |                              |                              |                              |                  |                  |  |  |             |             |  |  |       |       |
|  | 14 de octubre − PortAventura |                              | Francesco De la Cruz         | 3 |                              |                              |                              |                              |                  |                  |  |  |             |             |  |  |       |       |
|  |                              | Gerelt-Od Tserennorov        | 2                            |   |                              |                              |                              |                              |                  |                  |  |  |             |             |  |  |       |       |
|  | Gerelt-Od Tserennorov        | Gerelt-Od Tserennorov        | 2                            | 3 |                              |                              |                              |                              |                  |                  |  |  |             |             |  |  |       |       |
|  | Gerelt-Od Tserennorov        |                              | 14 de octubre − PortAventura | 3 |                              |                              |                              |                              |                  |                  |  |  |             |             |  |  |       |       |
|  | Luis Forzan                  | 1                            |                              |   |                              |                              |                              |                              |                  |                  |  |  |             |             |  |  |       |       |
|  | Luis Forzan                  | 1                            | Francesco De la Cruz         | 2 |                              |                              |                              |                              |                  |                  |  |  |             |             |  |  |       |       |
|  | 14 de octubre − PortAventura |                              | Francesco De la Cruz         | 2 |                              |                              |                              |                              |                  |                  |  |  |             |             |  |  |       |       |
|  |                              | Elián Barrado                | 1                            |   |                              |                              |                              |                              |                  |                  |  |  |             |             |  |  |       |       |
|  | Tamaz Tsagareishvili         | Elián Barrado                | 1                            | 3 |                              |                              |                              |                              |                  |                  |  |  |             |             |  |  |       |       |
|  | Tamaz Tsagareishvili         | 14 de octubre − PortAventura |                              | 3 |                              |                              |                              |                              |                  |                  |  |  |             |             |  |  |       |       |
|  | Raúl Giménez                 | 2                            |                              |   |                              |                              |                              |                              |                  |                  |  |  |             |             |  |  |       |       |
|  | Raúl Giménez                 | 2                            | Tamaz Tsagareishvili         | 1 |                              |                              |                              |                              |                  |                  |  |  |             |             |  |  |       |       |
|  | 14 de octubre − PortAventura |                              | Tamaz Tsagareishvili         | 1 |                              |                              |                              |                              |                  |                  |  |  |             |             |  |  |       |       |
|  |                              | Elián Barrado                | 4                            |   |                              |                              |                              |                              |                  |                  |  |  |             |             |  |  |       |       |
|  | Walid Seddiki                | Elián Barrado                | 4                            | 2 |                              |                              |                              |                              |                  |                  |  |  |             |             |  |  |       |       |
|  | Walid Seddiki                |                              | 14 de octubre − PortAventura | 2 |                              |                              |                              |                              |                  |                  |  |  |             |             |  |  |       |       |
|  | Elián Barrado                | 5                            |                              |   |                              |                              |                              |                              |                  |                  |  |  |             |             |  |  |       |       |
|  | Elián Barrado                | 5                            | Francesco De la Cruz         | 2 |                              |                              |                              |                              |                  |                  |  |  |             |             |  |  |       |       |
|  | 14 de octubre − PortAventura |                              | Francesco De la Cruz         | 2 |                              |                              |                              |                              |                  |                  |  |  |             |             |  |  |       |       |
|  |                              | Jan Franquesa                | 1                            |   |                              |                              |                              |                              |                  |                  |  |  |             |             |  |  |       |       |
|  | Nicklas Hallback             | Jan Franquesa                | 1                            | 4 |                              |                              |                              |                              |                  |                  |  |  |             |             |  |  |       |       |
|  | Nicklas Hallback             | 14 de octubre − PortAventura |                              | 4 |                              |                              |                              |                              |                  |                  |  |  |             |             |  |  |       |       |
|  | Yahya El Hajouji             | 6                            |                              |   |                              |                              |                              |                              |                  |                  |  |  |             |             |  |  |       |       |
|  | Yahya El Hajouji             | 6                            | Yahya El Hajouji             | 6 |                              |                              |                              |                              |                  |                  |  |  |             |             |  |  |       |       |
|  | 14 de octubre − PortAventura |                              | Yahya El Hajouji             | 6 |                              |                              |                              |                              |                  |                  |  |  |             |             |  |  |       |       |
|  |                              | Momo Benavides               | 4                            |   |                              |                              |                              |                              |                  |                  |  |  |             |             |  |  |       |       |
|  | Momo Benavides               | Momo Benavides               | 4                            | 2 |                              |                              |                              |                              |                  |                  |  |  |             |             |  |  |       |       |
|  | Momo Benavides               |                              | 14 de octubre − PortAventura | 2 |                              |                              |                              |                              |                  |                  |  |  |             |             |  |  |       |       |
|  | Funtxi Zhang                 | 1                            |                              |   |                              |                              |                              |                              |                  |                  |  |  |             |             |  |  |       |       |
|  | Funtxi Zhang                 | 1                            | Yahya El Hajouji             | 2 |                              |                              |                              |                              |                  |                  |  |  |             |             |  |  |       |       |
|  | 14 de octubre − PortAventura |                              | Yahya El Hajouji             | 2 |                              |                              |                              |                              |                  |                  |  |  |             |             |  |  |       |       |
|  |                              | Jan Franquesa                | 4                            |   |                              |                              |                              |                              |                  |                  |  |  |             |             |  |  |       |       |
|  | Diego Arredondo              | Jan Franquesa                | 4                            | 2 |                              |                              |                              |                              |                  |                  |  |  |             |             |  |  |       |       |
|  | Diego Arredondo              | 14 de octubre − PortAventura |                              | 2 |                              |                              |                              |                              |                  |                  |  |  |             |             |  |  |       |       |
|  | Eric González                | 4                            |                              |   |                              |                              |                              |                              |                  |                  |  |  |             |             |  |  |       |       |
|  | Eric González                | 4                            | Eric González                | 5 |                              |                              |                              |                              |                  |                  |  |  |             |             |  |  |       |       |
|  | 14 de octubre − PortAventura |                              | Eric González                | 5 |                              |                              |                              |                              |                  |                  |  |  |             |             |  |  |       |       |
|  |                              | Jan Franquesa                | 6                            |   |                              |                              |                              |                              |                  |                  |  |  |             |             |  |  |       |       |
|  | Jan Franquesa                | Jan Franquesa                | 6                            | 2 |                              |                              |                              |                              |                  |                  |  |  |             |             |  |  |       |       |
|  | Jan Franquesa                |                              | 14 de octubre − PortAventura | 2 |                              |                              |                              |                              |                  |                  |  |  |             |             |  |  |       |       |
|  | Isaac Leal                   | 1                            |                              |   |                              |                              |                              |                              |                  |                  |  |  |             |             |  |  |       |       |
|  | Isaac Leal                   | 1                            | Francesco De la Cruz         | 6 |                              |                              |                              |                              |                  |                  |  |  |             |             |  |  |       |       |
|  | 14 de octubre − PortAventura |                              | Francesco De la Cruz         | 6 |                              |                              |                              |                              |                  |                  |  |  |             |             |  |  |       |       |
|  |                              | Jan Spieß                    | 2                            |   |                              |                              |                              |                              |                  |                  |  |  |             |             |  |  |       |       |
|  | Diego Mendez                 | Jan Spieß                    | 2                            | 3 |                              |                              |                              |                              |                  |                  |  |  |             |             |  |  |       |       |
|  | Diego Mendez                 | 14 de octubre − PortAventura |                              | 3 |                              |                              |                              |                              |                  |                  |  |  |             |             |  |  |       |       |
|  | Raúl Carrero                 | 1                            |                              |   |                              |                              |                              |                              |                  |                  |  |  |             |             |  |  |       |       |
|  | Raúl Carrero                 | 1                            | Diego Mendez                 | 5 |                              |                              |                              |                              |                  |                  |  |  |             |             |  |  |       |       |
|  | 14 de octubre − PortAventura |                              | Diego Mendez                 | 5 |                              |                              |                              |                              |                  |                  |  |  |             |             |  |  |       |       |
|  |                              | Javi Damas                   | 4                            |   |                              |                              |                              |                              |                  |                  |  |  |             |             |  |  |       |       |
|  | Javi Damas                   | Javi Damas                   | 4                            | 4 |                              |                              |                              |                              |                  |                  |  |  |             |             |  |  |       |       |
|  | Javi Damas                   |                              | 14 de octubre − PortAventura | 4 |                              |                              |                              |                              |                  |                  |  |  |             |             |  |  |       |       |
|  | Andrii Mostavchuk            | 3                            |                              |   |                              |                              |                              |                              |                  |                  |  |  |             |             |  |  |       |       |
|  | Andrii Mostavchuk            | 3                            | Diego Mendez                 | 3 |                              |                              |                              |                              |                  |                  |  |  |             |             |  |  |       |       |
|  | 14 de octubre − PortAventura |                              | Diego Mendez                 | 3 |                              |                              |                              |                              |                  |                  |  |  |             |             |  |  |       |       |
|  |                              | Israel Quispe                | 2                            |   |                              |                              |                              |                              |                  |                  |  |  |             |             |  |  |       |       |
|  | Ricardo Ferreira             | Israel Quispe                | 2                            | 7 |                              |                              |                              |                              |                  |                  |  |  |             |             |  |  |       |       |
|  | Ricardo Ferreira             | 14 de octubre − PortAventura |                              | 7 |                              |                              |                              |                              |                  |                  |  |  |             |             |  |  |       |       |
|  | Gor Khechoyan                | 2                            |                              |   |                              |                              |                              |                              |                  |                  |  |  |             |             |  |  |       |       |
|  | Gor Khechoyan                | 2                            | Ricardo Ferreira             | 2 |                              |                              |                              |                              |                  |                  |  |  |             |             |  |  |       |       |
|  | 14 de octubre − PortAventura |                              | Ricardo Ferreira             | 2 |                              |                              |                              |                              |                  |                  |  |  |             |             |  |  |       |       |
|  |                              | Israel Quispe                | 3                            |   |                              |                              |                              |                              |                  |                  |  |  |             |             |  |  |       |       |
|  | Israel Quispe                | Israel Quispe                | 3                            | 4 |                              |                              |                              |                              |                  |                  |  |  |             |             |  |  |       |       |
|  | Israel Quispe                |                              | 14 de octubre − PortAventura | 4 |                              |                              |                              |                              |                  |                  |  |  |             |             |  |  |       |       |
|  | Yana Rudenko                 | 2                            |                              |   |                              |                              |                              |                              |                  |                  |  |  |             |             |  |  |       |       |
|  | Yana Rudenko                 | 2                            | Diego Mendez                 | 1 |                              |                              |                              |                              |                  |                  |  |  |             |             |  |  |       |       |
|  | 14 de octubre − PortAventura |                              | Diego Mendez                 | 1 |                              |                              |                              |                              |                  |                  |  |  |             |             |  |  |       |       |
|  |                              | Jan Spieß                    | 4                            |   | Partido por el tercer puesto | Partido por el tercer puesto |                              |                              |                  |                  |  |  |             |             |  |  |       |       |
|  | Moisés Duckrell              | Jan Spieß                    | 4                            | 3 | Partido por el tercer puesto | Partido por el tercer puesto |                              |                              |                  |                  |  |  |             |             |  |  |       |       |
|  | Moisés Duckrell              | 14 de octubre − PortAventura | 14 de octubre − PortAventura | 3 |                              |                              | 14 de octubre − PortAventura | 14 de octubre − PortAventura |                  |                  |  |  |             |             |  |  |       |       |
|  | Matías Boho                  | 14 de octubre − PortAventura | 14 de octubre − PortAventura | 5 |                              |                              | 14 de octubre − PortAventura | 14 de octubre − PortAventura |                  |                  |  |  |             |             |  |  |       |       |
|  | Matías Boho                  | Matías Boho                  | 1                            | 5 | Diego Mendez                 | 4                            |                              |                              |                  |                  |  |  |             |             |  |  |       |       |
|  | 14 de octubre − PortAventura | Matías Boho                  | 1                            |   | Diego Mendez                 | 4                            |                              |                              |                  |                  |  |  |             |             |  |  |       |       |
|  |                              | Ramon Cierco                 | 6                            |   | Jan Franquesa                | 6                            |                              |                              |                  |                  |  |  |             |             |  |  |       |       |
|  | Ramon Cierco                 | Ramon Cierco                 | 6                            | 7 | Jan Franquesa                | 6                            |                              |                              |                  |                  |  |  |             |             |  |  |       |       |
|  | Ramon Cierco                 |                              | 14 de octubre − PortAventura | 7 |                              |                              |                              |                              |                  |                  |  |  |             |             |  |  |       |       |
|  | Pol Jorquera                 | 6                            |                              |   |                              |                              |                              |                              |                  |                  |  |  |             |             |  |  |       |       |
|  | Pol Jorquera                 | 6                            | Ramon Cierco                 | 0 |                              |                              |                              |                              |                  |                  |  |  |             |             |  |  |       |       |
|  | 14 de octubre − PortAventura |                              | Ramon Cierco                 | 0 |                              |                              |                              |                              |                  |                  |  |  |             |             |  |  |       |       |
|  |                              | Jan Spieß                    | 1                            |   |                              |                              |                              |                              |                  |                  |  |  |             |             |  |  |       |       |
|  | Pape Ndour                   | Jan Spieß                    | 1                            | 4 |                              |                              |                              |                              |                  |                  |  |  |             |             |  |  |       |       |
|  | Pape Ndour                   | 14 de octubre − PortAventura |                              | 4 |                              |                              |                              |                              |                  |                  |  |  |             |             |  |  |       |       |
|  | Felipe Pávez                 | 3                            |                              |   |                              |                              |                              |                              |                  |                  |  |  |             |             |  |  |       |       |
|  | Felipe Pávez                 | 3                            | Pape Ndour                   | 1 |                              |                              |                              |                              |                  |                  |  |  |             |             |  |  |       |       |
|  | 14 de octubre − PortAventura |                              | Pape Ndour                   | 1 |                              |                              |                              |                              |                  |                  |  |  |             |             |  |  |       |       |
|  |                              | Jan Spieß                    | 5                            |   |                              |                              |                              |                              |                  |                  |  |  |             |             |  |  |       |       |
|  | Jan Spieß                    | Jan Spieß                    | 5                            | 3 |                              |                              |                              |                              |                  |                  |  |  |             |             |  |  |       |       |
|  | Jan Spieß                    |                              |                              | 3 |                              |                              |                              |                              |                  |                  |  |  |             |             |  |  |       |       |
|  | Taric                        | 1                            |                              |   |                              |                              |                              |                              |                  |                  |  |  |             |             |  |  |       |       |
|  | Taric                        | 1                            |                              |   |                              |                              |                              |                              |                  |                  |  |  |             |             |  |  |       |       |

## Reacciones
Después de la victoria de Francesco de la Cruz, fue felicitado en redes sociales por el Presidente de Perú Pedro Castillo.